# Dorothea Binz
Dorothea Binz (16 de marzo de 1920 - 2 de mayo de 1947) fue una supervisora de las SS en el campo de concentración Ravensbrück durante la Segunda Guerra Mundial.
Inició su entrenamiento en el campo de concentración de Ravensbrück el 1 de septiembre de 1939, donde fue Aufseherin bajo la dirección de Emma Zimmer, Johanna Langefeld, Maria Mandel, y Anna Klein-Plaubel. Trabajó en la lavandería y supervisaba torturas .
En 1943 fue promovida a Stellvertretende Oberaufseherin donde entrenaría a mujeres como Ruth Closius. Abusó y torturó muchas mujeres, que la habían apodado La Binz. Supuestamente tuvo un novio en el campo llamado Edmund Bräuning con quien cohabitó hasta fines de 1944 cuando él fue transferido a Buchenwald.
Binz huyó de Ravensbrück durante una de las marchas de la muerte, pero sería capturada el 3 de mayo de 1945 por los británicos en Hamburgo y encarcelada en Recklinghausen. Fue juzgada y ahorcada en Hamelín el 2 de mayo de 1947 por cometer crímenes de guerra y crímenes contra la humanidad.